# Blu-express
Blu-express (mã IATA = BV, mã ICAO = BPA) là hãng hàng không giá rẻ của Ý, trụ sở ở Roma. Blu-express là hãng phụ của Blue Panorama Airlines và có các tuyến dường quốc nội cũng như quốc tế. Căn cứ chính của hãng ở Sân bay quốc tế Leonardo da Vinci.

## Các nơi đến
- Ý
  - Bari
  - Catania
  - Milano
  - Pantelleria (từ 29.9.2008)[1].
  - Roma
  - Torino
- Áo
  - Viên
- Đức
  - München
- Pháp
  - Grenoble
  - Lyon
  - Nice (mỗi ngày 1 chuyến)

## Đội máy bay
(Tháng 8/2007):
- 2 Boeing 737-300 (EI-DXB & EI-DVY)

Blu Express cũng sử dụng 3 máy bay Boeing 737-400 (EI-CUA, EI-CUD, EI-CUN) của Blue Panorama Airlines, và ngược lại.